# Louis Delga
Pour les articles homonymes, voir Dega.
Louis Delga est un personnage fictif imaginé par Henri Charrière dans son livre autobiographique Papillon.

## Biographie
Né à Marseille, il est arrêté en 1926 et condamné pour blanchiment d'argent dans l'affaire des faux bons de la Défense nationale. Il est emprisonné en même temps que Papillon dans la citadelle de Saint-Martin-de-Ré, transféré à bord de la Martinière et débarqué à Saint-Laurent-du-Maroni, en Guyane. Il est déplacé sur l'Île du Diable et y est rejoint par Papillon, jusqu'à ce que celui-ci ne s'évade de l'île vers 1945, et le laisse seul.
En 1973, Dustin Hoffman joue le rôle de Louis Delga dans le film Papillon de Franklin J. Schaffner. Dans la nouvelle adaptation de 2017 réalisée par Michael Noer, le rôle est repris par Rami Malek.